# 諾爾頓鎮區 (新澤西州)
諾爾頓鎮區（英語：Knowlton Township）是位於美國新澤西州沃倫縣的一個鎮區。

## 地方資料
諾爾頓鎮區的面積為65.60平方千米，當中陸地面積為64.03平方千米，而水域面積為1.56平方千米。根據2020年美國人口普查的數據，當地共有人口2894人，而人口密度為每平方千米44.12人。